# Sebastián Acuña
Sebastián Acuña Murillo (ur. 25 czerwca 2002 w Quesadzie) – kostarykański piłkarz występujący na pozycji defensywnego pomocnika lub prawego obrońcy, reprezentant Kostaryki, od 2020 roku zawodnik San Carlos.